# Lophaeola inquinata
Lophaeola inquinata är en fjärilsart som beskrevs av Edward Meyrick 1932. Lophaeola inquinata ingår i släktet Lophaeola och familjen stävmalar. Inga underarter finns listade i Catalogue of Life.